# Isabele Benito
Isabele Benito Rios (Santo Anastácio, 24 de julho de 1980) é uma repórter, jornalista, apresentadora de televisão e radialista brasileira.

## História
Formada em jornalismo pela Universidade do Oeste Paulista, Isabele tinha vontade de ser jornalista já desde pequena. O início de sua carreira foi na Rádio Cultura, emissora de sua cidade natal, Santo Anastácio. Isabele participava de um programa feminino, sem que o ouvinte imaginasse que, por trás do microfone, falava uma garota de apenas 17 anos. Aos 19 anos, fez sua estreia ao vivo na televisão, no programa “Revista”, da TV Fronteira, afiliada da Rede Globo em Presidente Prudente. A primeira entrada foi, logo de cara, como apresentadora. Um prenúncio do que estava por vir.
Em uma entrevista para a Universidade Veiga de Almeida, Isabele contou que ainda em seus tempos de estágio na Rede Globo, ela passou por quase todas as funções dentro de uma televisão. E que foi até operadora de câmera.
Isabele ficou na Globo de São Paulo durante 8 anos. Depois foi setorista da Bolsa de Valores de São Paulo pelo Canal Rural (quando este pertencia ao Grupo RBS) na BM&F Bovespa, em 2012, foi contratada para ser repórter do SBT no Rio de Janeiro. Em janeiro de 2013, Isabele assumiu o comando do telejornal SBT Rio, substituindo o gaúcho Rogério Forcolen. E ficou conhecida pelo bordão “É dedo na cara!”, o qual ela usa para apontar irregularidades, injustiças, ou para criticar alguém ou algo.
Em 23 de setembro de 2013, o SBT estreou o SBT Notícias, sob o comando de Neila Medeiros. o noticioso abordava as notícias do Brasil e do mundo, contava com imagens ao vivo feitas por helicópteros espalhados pelas cidades de São Paulo e Rio de Janeiro. Neila apresentava em São Paulo, e contava com a participação de Isabele Benito diretamente do Rio de Janeiro, ao longo de cada edição do telejornal. Mas infelizmente, o jornalístico perdia constantemente para seus concorrentes Cidade Alerta e Brasil Urgente, e amargava na casa dos 2 e 3 pontos, foi cancelado quase 3 meses após sua estreia.
Em fevereiro de 2014, teve uma breve passagem por São Paulo para apresentar o SBT Manhã, substituindo César Filho, que estava cobrindo o carnaval em Salvador. E depois voltou para a capital fluminense.
Em dezembro do mesmo ano, foi solicitada para apresentar o Notícias da Manhã, cobrindo a folga de Neila Medeiros.
Em 16 de dezembro de 2017, Isabele estreou na Super Rádio Tupi do Rio o Programa Isabele Benito que é transmitido de segunda á sexta das 10 às 11 da manhã. Em julho de 2019, tornou-se colunista do jornal O Dia.
Atualmente continua à frente do SBT Rio, onde é vice-líder de audiência, só atrás da Globo no RJTV, fazendo que despertasse o interesse da Record e a renovação com o SBT, Em março de 2023, passou a integrar o programa Fofocalizando, em maio do mesmo ano, renovou com o SBT até 2025.

## Vida pessoal
Isabele Benito é divorciada e tem um filho, Eduardo, nascido em 2012.